# トミー・ウンゲラー

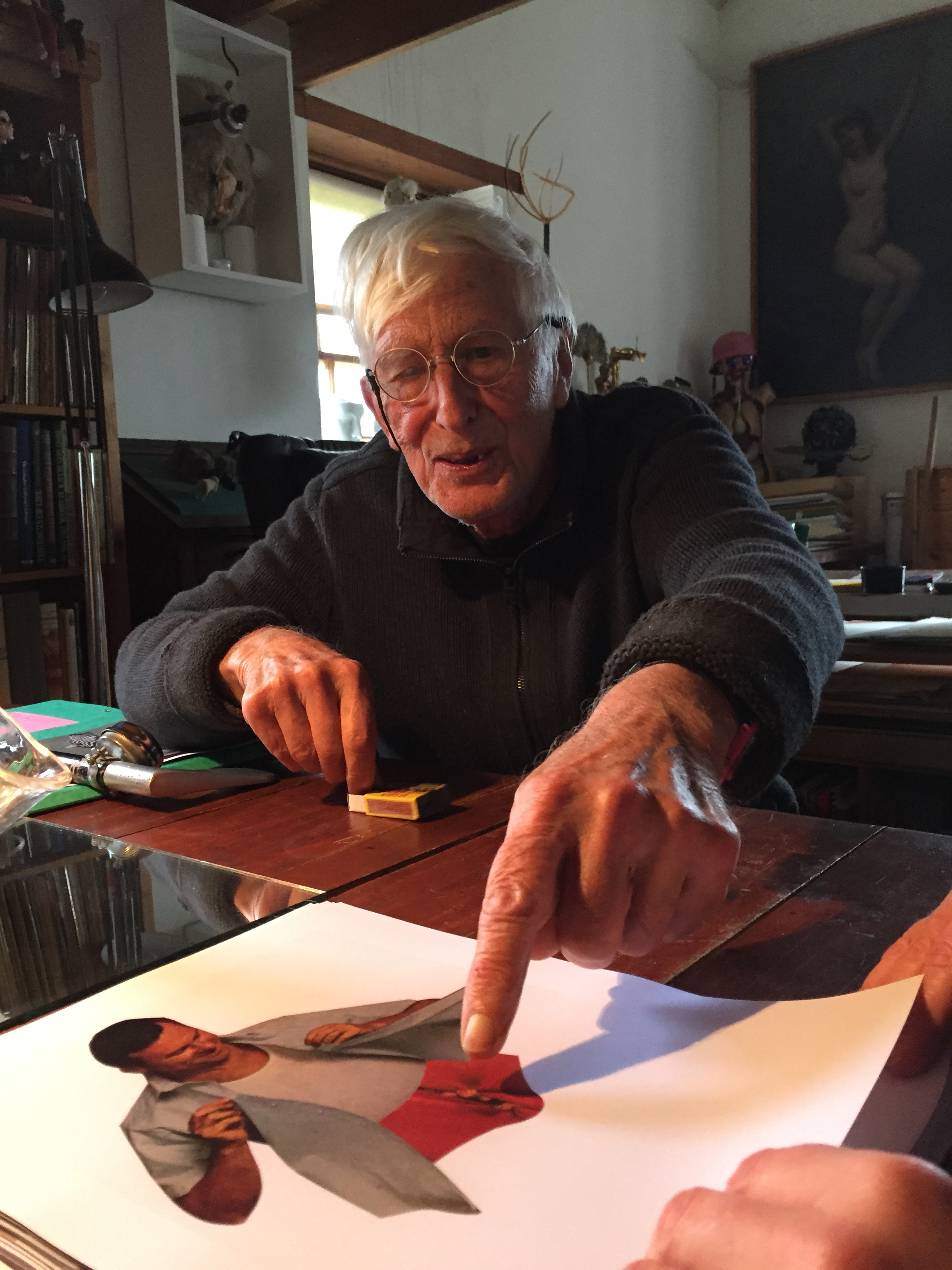
アイルランドのアトリエで（2015年）

トミー・ウンゲラー（Jean-Thomas Ungerer, 通称 Tomi Ungerer,1931年11月28日 – 2019年2月9日）は、アルザス出身のフランスの児童文学作家、イラストレーター。
幼少期に父親を亡くし、第二次世界大戦で故郷がドイツ領となったことが、彼の作品制作に大きな影響を及ぼした。1956年にはアメリカへ移住、絵本作家、画家、広告ポスターのデザインなど幅広く活躍。絵本や、幼年童話の挿絵などの活動の他、人種差別や、ベトナム戦争に反対するポスターを制作するなど、鋭い社会風刺を行う作品も発表した。

## 来歴
- 1931年 フランスアルザス地域圏ストラスブールに生まれる。
- 1956年 アメリカに移り住む。
- 1998年 国際アンデルセン賞画家賞を受賞。
- 2019年2月9日 アイルランドのコークで死去[2][3]。

## 受賞歴
- 国際アンデルセン賞画家賞 1998年

## 主な著書

### 大人向け著書
- Der Herzinfarkt (1962)
- The Underground Sketchbook (1964)
- The Party (1966)
- Fornicon (1969)
- Tomi Ungerer's Compromises (1970)
- Poster Art of Tomi Ungerer (1972)
- America (1974)
- Totempole (1976)
- Babylon (1979)
- Cat-Hater's Handbook, Or, The Ailurophobe's Delight (1981) — William Cole共著
- Symptomatics (1982)
- Rigor Mortis (1983)
- Slow Agony (1983)
- Heute hier, morgen fort (1983)
- Far out Isn't Far Enough (1984)
- Femme Fatale (1984)
- Schwarzbuch (1984)
- Joy of Frogs (1985)
- Warteraum (1985)
- Schutzengel der Hölle (1986)
- Cats As Cats Can (1997)
- Tomi: A Childhood Under the Nazis (1998)
- Liberal Arts: The Political Art of Tomi Ungerer (1999)
- Erotoscope (2002)
- Ni oui ni non (『どうして、わたしはわたしなの？――トミ・ウンゲラーのすてきな人生哲学』）(2018)

### 児童向け著書
- The Mellops Go Flying (1957)
- Mellops Go Diving for Treasure (1957)
- Crictor (1958)
- The Mellops Strike Oil (1958)
- Adelaide（『アデレード ― そらとぶカンガルーのおはなし』） (1959)
- Christmas Eve at the Mellops (1960)
- Emile (『エミールくん がんばる』)(1960)
- Rufus（『こうもりのルーファス』） (1961)
- en:The Three Robbers（『すてきな三にんぐみ』） (1961)
- Snail, Where Are You? (1962)
- Mellops Go Spelunking (1963)
- en:Flat Stanley（『ぺちゃんこスタンレー』） (1964) —  Jeff Brown著、イラスト
- One, Two, Where's My Shoe? (1964)
- Beastly Boys and Ghastly Girls (1964) —  William Cole編、イラスト
- Oh, What Nonsense! (1966) — William Cole著、イラスト
- Orlando, the Brave Vulture (1966)
- What's Good for a 4-Year-Old? (1967) — William Cole著、イラスト
- Moon Man (Der Mondmann)（『月おとこ』） (1966)
- Zeralda's Ogre (『ゼラルダと人喰い鬼』1967)
- Ask Me a Question (1968)
- The Sorcerer's Apprentice (1969) —  Barbara Hazen著
- Oh, How Silly! (1970) — William Cole著、イラスト
- The Hat（『ぼうし』） (1970)
- en:I Am Papa Snap and These Are My Favorite No Such Stories (1971)
- The Beast of Monsieur Racine (1971)
- The Hut (1972)
- Oh, That's Ridiculous! (1972) — William Cole著、イラスト
- No Kiss for Mother (1973)
- en:Allumette; A Fable, with Due Respect to Hans Christian Andersen, the Grimm Brothers, and the Honorable Ambrose Bierce (1974)
- Tomi Ungerer's en:Heidi: The Classic Novel (1997) —  ヨハンナ・スピリ著、イラスト
- Flix（『フリックス』） (1998)
- Tortoni Tremelo the Cursed Musician (1998)
- Otto: Biography of a Teddy Bear（『オットー ― 戦火をくぐったテディベア』） (1999)
- Zloty (2009)

## 日本語訳された作品

### 著書
- 『ゼラルダと人喰い鬼』児童図書館・絵本の部屋、田村隆一訳、評論社、1977年
- 『ラシーヌおじさんとふしぎな動物』児童図書館・絵本の部屋、田村隆一訳、評論社、1977年
- 『月おとこ』児童図書館・絵本の部屋、田村隆一訳、評論社、1978年
- 『マッチ売りの少女アルメット』谷川俊太郎訳、集英社、1982年
- 『へびのクリクター』中野完二訳、文化出版局、1982年
- 『メロップスのわくわく大冒険 <1>・<2>』児童図書館・文学の部屋、麻生九美訳、評論社、1986年
- 『かたつむりみつけた』五味太郎訳、架空社、1987年
- 『くつくつみつけた』五味太郎訳、架空社、1987年
- 『すてきな三にんぐみ』今江祥智訳、偕成社、1989年
- 『こうもりのルーファス』世界の絵本、はぎたにことこ訳、岩崎書店、1994年
- 『フォーニコン』伴田良輔監修、水声社、1999年
- 『フリックス』今江祥智訳、BL出版、2002年
- 『カッチェン ― ウンゲラーのねこワールド』BL出版、2004年
- 『オットー ― 戦火をくぐったテディベア』児童図書館・絵本の部屋、かがみてつお訳、評論社、2004年
- 『ぼうし』児童図書館・絵本の部屋（改訂版）、田村隆一、あそうくみ共訳、評論社、2006年
- 『あたらしいともだち』若松宣子訳、あすなろ書房、2008年
- 『あおいくも』今江祥智訳、ブロンズ新社、2010年
- 『アデレード ― そらとぶカンガルーのおはなし』池内紀訳、ほるぷ出版、2010年
- 『どうして、わたしはわたしなの？――トミ・ウンゲラーのすてきな人生哲学』アトランさやか訳、現代書館、2021年

### イラスト
- 『魔術師の弟子』児童図書館・絵本の部屋、バーバラ・シュック・ヘイズン著、評論社、1977年
- 『ハイジ <1> 遊んで、学んで、旅をして』ヨハンナ・スピリ著、文化出版局、1981年
- 『ハイジ <2> 学んだことが、役に立つ日々』ヨハンナ・スピリ著、文化出版局、1981年
- 『のっぽとちび』バーバラ・ブレンナー著、ほるぷ出版、1982年
- 『かめのスープはおいしいぞ』アンドレ・オデール著、ほるぷ出版、1985年
- 『クレオパトラのそりすべり』ほるぷの紙芝居、アンドレ・オデール著、ほるぷ出版、1989年
- 『ぺちゃんこスタンレー』ジェフ・ブラウン著、さくまゆみこ訳、あすなろ書房、1998年

## 関連文献
- 『トミ・アンゲラー絵本の世界』　西尾忠久著、誠文堂新光社、1981年